# Tennis ai XVII Giochi del Mediterraneo
I tornei di tennis ai XVII Giochi del Mediterraneo si sono svolti tra il 24 e il 29 giugno 2013. Si sono disputati i tornei nel singolare e nel doppio, sia in ambito maschile sia femminile.

## Calendario
Le gare hanno seguito il seguente calendario:
| ● | Competizioni | ● | Finali |

| Giugno |    |    |    |    |    |    |    |    |    |    |    |    |
| 18     | 19 | 20 | 21 | 22 | 23 | 24 | 25 | 26 | 27 | 28 | 29 | 30 |
|        |    |    |    |    |    | ●  | ●  | ●  | ●  | ●  | ●  |    |

## Risultati

### Uomini
| Evento               | Oro                                | Argento                                   | Bronzo                                        |
| Singolare (dettagli) | Blaž Rola                          | Marsel İlhan                              | Malek Jaziri                                  |
| Doppio (dettagli)    | Slovenia Tomislav Ternar Blaž Rola | Tunisia Mohamed Haythem Abid Malek Jaziri | Spagna Albert Alcaraz Ivorra David Perez Sanz |

### Donne
| Evento               | Oro                                  | Argento                                      | Bronzo                        |
| Singolare (dettagli) | Çağla Büyükakçay                     | Sara Sorribes Tormo                          | Federica Di Sarra             |
| Doppio (dettagli)    | Turchia Çağla Büyükakçay Pemra Özgen | Italia Federica Di Sarra Anastasia Grymalska | Tunisia Nour Abbes Ons Jabeur |

## Medagliere
| Posizione | Paese    |   |   |   | Totale |
| --------- | -------- | - | - | - | ------ |
| 1         | Turchia  | 2 | 1 | 0 | 3      |
| 2         | Slovenia | 2 | 0 | 0 | 2      |
| 3         | Tunisia  | 0 | 1 | 2 | 3      |
| 4         | Italia   | 0 | 1 | 1 | 2      |
| 4         | Spagna   | 0 | 1 | 1 | 2      |
| Totale    | Totale   | 4 | 4 | 4 | 12     |